# 조르지 마르쿠 지 올리베이라 모라에스
조르지 마르쿠 지 올리베이라 모라에스(포르투갈어: Jorge Marco de Oliveira Moraes, 1996년 3월 28일 ~ )는 짧게 조르지(Jorge)로 불리는 브라질의 축구 선수로 포지션은 왼쪽 측면 수비수이다. 현재 캄페오나투 브라질레이루 세리이 A의 파우메이라스에서 활약하고 있다.

## 우승
- 캄페오나투 카리오카: 2014